# Tara McDonald
Tara McDonald es una cantante y compositora británica. Ha trabajado para reconocido artistas de la escena electrónica como Armand Van Helden, Axwell, Todd Terry y David Guetta. Con este último lo hizo en dos ocasiones como la voz de las canciones «You're Not Alone» y «Delirious» del álbum Pop Life. En la actualidad se encuentra trabajando en un álbum en solitario.
En 2010, Tara fue elegida para posar en la portada de versión francesa de Playboy en la edición "Music is Fashion Sexy". Fue para una edición especial de la revista en la sección de música, que a su vez, fue la edición más vendida de la Playboy, siempre, en su versión francesa en 2010. Se utilizaron siete imágenes de Tara, posando vestida como una Pin-up moderna, con cierta influencia de Andy Warhol. Bryan Ferry, David Vendetta y David Guetta escribieron artículos contando sus experiencias de trabajo y producción con Tara McDonald.

Tara ganó el prestigioso premio "Mejor Voz Femenina del 2010" en la música electrónica otorgado por la revista OnlyForDj, que lanzó un concurso a nivel mundial y que fue votado por el público.
Actualmente es la conductora del programa radial de "I Like This Beat" emitido por Dash Radio.

## Discografía

### Sencillos
Como solista
- 2011: "Generation 24/7" (Hed Kandi Records)
- 2012: "Give Me More" (Universal Music France)
- 2013: "Fix Of You" (Universal Music France)
- 2013: "Shooting Star" (Tara McDonald con Zaho) - (Universal Music France)
- 2014: "Vay-K" (Tara McDonald con Snoop Dogg) (Universal Music France)
- 2015: "Happy Hour" (Tara McDonald con Tefa & Trackstorm) (Universal Music France)
- 2016: "I Need a Miracle" (BIP Records)

### Colaboraciones como vocalista
- 2005: Feel the Vibe ('Til the Morning Comes)  (con Axwell)
- 2006: My My My (Funktuary Mix) (con Armand Van Helden)
- 2007: You're Not Alone (con David Guetta, incluido en el álbum Pop Life)
- 2007: Delirious (con David Guetta, incluido en el álbum Pop Life)
- 2007: Get Down (con Todd Terry All Stars junto a Kenny Dope, DJ Sneak, Terry Hunter)
- 2007: Supergood (con Dab Hands)
- 2008: Love Crazy (con Warren Clarke)
- 2009: 4 AM (con Kaskade)
- 2009: Shake It (Move A Little Closer) (con Lee Cabrera y Thomas Gold)
- 2009: Revolution (con The Vibers)
- 2009: Play On (con Todd Terry)
- 2010: Elevated (con TV Rock)
- 2010: I'm Your Goddess (con David Vendetta)
- 2010: La La Land (con Joey Negro)
- 2010: Beats For You (con Mischa Daniels)
- 2010: Cant Stop Singing (con Mowgli)
- 2010: Tomorrow (Give Into The Night) (con Dimitri Vegas, Like Mike & Dada Life)
- 2010: The Grand (We're not Lonely) (con Sherry Flavour)
- 2011: Girl (con Yves Larock & Tony Sylla)
- 2011: Set Me On Fire (con Sidney Samson)
- 2011: Dynamite (con Sidney Samson)
- 2011: All Alone (con Quentin Mosimann & Sheryfa Luna)
- 2011: Pandemonium (David Guetta & Afrojack con Tara McDonald, incluido en Fuck Me I'm Famous - Ibiza Mix 2011)
- 2013: More Than Just A Feeling (Angger Dimas con Tara McDonald & Piyu)
- 2014: Heartbeat (con Sean Finn, incluido en el álbum We Are One)
- 2015: A Place To Go (Investo con Tara McDonald)
- 2015: Till The End (Matt Nash con Tara McDonald)
- 2016: Finally (Jay Style con Cozi + Tara McDonald)
- 2016: Love Me (Juan Magan con Tara McDonald, Urband 5)
- 2019: Money Maker,  (Con Zion & Lennox, Tara McDonald)

### Como compositora
- 2002: D-Side “Stronger Together” No 2 Ireland and No 1 Japan
- 2005: Axwell “Feel the Vibe ('Til the morning comes)”'
- 2007: Stonebridge – “Take Me I'm Yours”, “I Believe In Love”, “Let Me In” (incluido en el álbum "Music Takes Me", como compositora y vocalista)
- 2007: The Bench Connection – “Young At Last” (incluido en el álbum "Around The House In 80 Days", como compositora y vocalista)
- 2007: Eddie Thoneick Feat. Berget Lewis – “Forgiveness”
- 2007: Get Down (con Todd Terry All Stars junto a Kenny Dope, DJ Sneak, Terry Hunter)
- 2007: Supergood (con Dab Hands)
- 2007: You're Not Alone (con David Guetta, incluido en el álbum Pop Life)
- 2008: Delirious (con David Guetta, incluido en el álbum Pop Life)
- 2008: Mark Knight feat Stephen Pickup – “Susan”
- 2008: Marc Leaf & Drew Scott – “Fabulous”
- 2008: Henrique Santo & Danny Merx featuring Anna McDonald – “Waiting For The Night ” Velcro
- 2008: Liquid Nation Feat. Andrea Britton – “Breathe Life”
- 2008: Patrick Hagenhaar Feat. Cozi – “Criminal”
- 2008: Out Of Office/Michael Woods – “Insatiable”
- 2008: Nello Simioli – “Deeper Kind Of Love”
- 2008: Damian Wilson Feat. Ann Bailey – “(Can You) Take Me Away”
- 2008: Hanna Pakarinen – “Rescue Me” Sony BMG, Finland
- 2008: Love Crazy (con Warren Clarke)
- 2009: Revolution (con The Vibers)
- 2009: Play On (con Todd Terry)
- 2009: Out of Sight – “Float On By (Like The Wind)” (incluido en el álbum "Wandering Thoughts", como compositora y vocalista)
- 2009: Jonni Black featuring NJ – “Thinking About You ” Hed Kandi
- 2009: Danny Merx featuring Becky – “Over and Over ” Velcro
- 2010: Funkerman & Tara McDonald – “Everything” (incluido en el álbum "House For All", como compositora y vocalista)
- 2010: Indra – “Move In Time” (incluido en el álbum "One Woman Show", como compositora y vocalista) Mercury/Universal, France
- 2010: Elevated (con TV Rock)
- 2010: I'm Your Goddess (con David Vendetta)
- 2010: La La Land (con Joey Negro)
- 2010: Beats For You (con Mischa Daniels)
- 2010: Cant Stop Singing (con Mowgli)
- 2010: Tomorrow (Give Into The Night) (con Dimitri Vegas, Like Mike & Dada Life)
- 2011: Girl (con Yves Larock & Tony Sylla)
- 2011: Set Me On Fire (con Sidney Samson)
- 2011: Dynamite (con Sidney Samson)